# 奧地利的安娜 (1549年—1580年)
奧地利的安娜（德語：Anna von Österreich，1549年11月2日—1580年11月26日），西班牙與葡萄牙王后，下奧地利大公馬克西米利安二世的長女。

## 家庭
1570年，20歲的安娜與43歲的舅舅、西班牙國王費利佩二世結婚，兩人共有4子1女：
1. 費爾南多（英语：Ferdinand, Prince of Asturias）（1571年—1578年），夭折
2. 卡洛斯·羅倫佐（1573年—1575年），夭折
3. 迪亞哥（英语：Diego, Prince of Asturias）（1575年—1582年），夭折
4. 費利佩（1578年—1621年），西班牙與葡萄牙國王
5. 瑪麗亞（1580年—1583年），夭折